# Riencourt-lès-Bapaume
Riencourt-lès-Bapaume è un comune francese di 35 abitanti situato nel dipartimento del Passo di Calais nella regione dell'Alta Francia.

## Storia

### Simboli
Lo stemma del comune di Riencourt-lès-Bapaume è stato ideato dagli Archives départementales du Pas-de-Calais nel 1994. La prima partizione fa riferimento al vescovado di Arras con i pastorali e i topi come "arma parlante" (à rats per Arras). Nella seconda la croce ancorata in rosso è il simbolo dell'abbazia di San Vedasto che condivideva con il vescovado la signoria di Riencourt.

### Onorificenze
- Croix de guerre 1914-1918

## Società

### Evoluzione demografica
Abitanti censiti